# Сато, Мисаки
Мисаки Сато (яп. 佐藤岬; род. 11 сентября 1998, Мияги) — японский футболист, полузащитник клуба «Трансинвест».

## Карьера

### Начало карьеры
Футболом начал заниматься в средней школе японского города Сендай. В 2017 году поступил в Университет Такушоку, где на протяжении 4 лет являлся игроком футбольной команды. В январе 2020 года футболист перешёл в черногорский клуб «Петровац». Дебютировал за клуб 28 февраля 2021 года в матче против клуба «Рудар». Провёл за клуб всего лишь 2 матча и в июле 2021 года покинул клуб.

### «Хегельманн»
В феврале 2022 года футболист перешёл в литовский клуб «Хегельманн». Дебютировал за клуб 5 марта 2022 года в матче против клуба «Кауно Жальгирис». Футболист закрепился в основной команде клуба, однако оставался преимущественно игроком замены. Первым результативным действием за клуб отличился 8 мая 2022 года в матче Кубка Литвы против клуба НФА. Дошёл до финала Кубка Литвы, где 16 октября 2022 года уступил титул «Жальгирису», хоть сам футболист весь матч провёл на скамейке запасных. В своём дебютном сезоне сыграл за клуб в 30 матчах во всех турнирах, также заняв итоговое четвертое место в чемпионате.
Новый сезон начал с матча 4 марта 2023 года против клуба «ДФК Дайнава», выйдя на замену на 57 минуте. В июле 2023 года вместе с клубом отправился на квалификационные матчи Лиги конференций УЕФА. Первый матч в рамках еврокубкового турнира сыграл 13 июля 2023 года против северомакедонского клуба «Шкупи», выйдя на замену на 86 минуте. В ответном матче 20 июля 2023 года сыграли с ничейным счётом против «Шкупи», однако по сумме матчей футболист с литовским выбыли из квалификаций. В июле 2023 года футболист покинул литовский клуб.

### «Дорнбирн 1913»
В конце июля 2023 года футболист присоединился к австрийскому клубу «Дорнбирн 1913», с которым заключил однолетний контракт. Дебютировал за клуб 19 августа 2023 года в матче против клуба «Адмира Ваккер Мёдлинг», выйдя на поле в стартовом составе. Первым результативным действием за клуб футболист отличился 15 сентября 2023 года в матче против клуба «Амштеттен», отдав голевую передачу. На протяжении первой половины сезона футболист в австрийском клубе одним из ключевых игроков, отличившись своей единственной результативной передачей. В феврале 2024 года футболист покинул клуб, расторгнув контракт по соглашению сторон.

### «Трансинвест»
В феврале 2024 года футболист перешёл в литовский клуб «Трансинвест». Дебютировал за клуб футболист 25 февраля 2024 года в матче за Суперкубок Литвы против клуба «Паневежис», которому уступили в серии пенальти. Первый матч в чемпионате футболист сыграл 3 марта 2024 года против клуба «Хегельманн», выйдя на поле в стартовом составе. Дебютным забитым голом за клуб футболист отличился 2 мая 2024 года в матче против клуба «Кауно Жальгирис». В следующем матче 3 мая 2024 года в рамках Кубка Литвы против клуба «Эйфория» футболист отличился забитым дублем, также отдав голевую передачу.